# Cephenniitae
Cephenniitae – nadplemię chrząszczy z rodziny kusakowatych i podrodziny balinków.
Chrząszcze drobnych rozmiarów. Ich aparat gębowy odznacza się ostatnim członem głaszczków szczękowych na wierzchołku zaokrąglonym lub ściętym i spłaszczonym. Spód przedtułowia ma wykształcone szwy notosternalne oddzielające podgięcia przedplecza od przedpiersia. 

## Taksonomia i ewolucja
Plemię Cephenniini wprowadzone zostało w 1882 roku przez Edmunda Reittera. W 2013 roku Paweł Jałoszyński na łamach „Systematic Entomology” podstawie wyników analizy filogenetycznej wprowadził nowe nadplemię Cephenniitae, obejmujące trzy plemiona:
- Cephenniini Reitter, 1882
- Eutheiini Casey, 1897
- Marcepaniini Jałoszyński, 2013

Monofiletyzm tego nadplemienia zyskał wysokie wsparcie we wspomnianej analizie. Według jej wyników pozycję bazalną w obrębie Cephenniitae zajmują Eutheiini, a Marcepaniini są grupą siostrzaną Cephenniini, jednak monofiletyzm samych Eutheiini wsparty został słabo.
Zapis kopalny omawianego taksonu sięga kredy.